# タカネマンテマ
タカネマンテマ(Silene uralensis (Rupr.) Bocquet)は、寒冷地または高山地帯に生息するナデシコ科マンテマ属(シレネ属)の多年草。属名「マンテマ」の由来は諸説あり、牧野新日本植物図鑑ではムギセンノウ属(en:Agrostemma)の「アグロステムマ」が訛ったもの、植物和名語源新考では、近縁のハマベマンテマ(en:Silene martima)の種小名「マルティマ」が語源となったものと言われている。また属学名(Sileneの由来もはっきりとせず、ギリシャ語の唾液(Sialon)から来たという説と、ギリシャ神話にてディオニュソスの従者である半人半馬シレノス(Silenos)が語源になったという説がある。なお、種小名uralensisは、本種の基準標本が採取されたウラル地方を表す。

## 特徴
高さ10cm～20cm。根茎から枝分かれした株から2対から4対の小さな根葉と、花茎および無花茎を叢生する。無花茎はほとんど伸長せず、先端に葉をつける。茎葉は対生、線形披針状で長さは6cm程度まで伸びる。花茎は高さ20cm程度まで枝分かれせず伸長し、7月～8月、先端に花をつける。花は12mm程度の先がすぼまった釣鐘状をしている。花弁は淡い紅紫色。最初は下向きに咲くが、後に直立する。茎、花、葉ともに細かい毛を持つ。蒴果は10mm～12mm程度であり、その先が10片～12片に裂開する。種子は翼を持つ扁平型で、2mm程度。2n=24,48。

## 分布
ユーラシア大陸や北アメリカに分布。日本では、南アルプスの高山帯にのみ分布する。

## 保護上の位置づけ
- 絶滅危惧IA類 (CR)（環境省レッドリスト）

- 都道府県版レッドデータブック

絶滅危惧I類(CR+EN)長野県、山梨県、静岡県

### 保護・再生の試み
日本において、本種は希少種であるため盗掘が問題となっており、個体数は減少を続けている。
また本種は、休眠打破のために次亜塩素酸ナトリウム水溶液処理を行う方法や、株分けでの人工的な繁殖が検討されている。